# صلصة ثاوزند أيلاند
صلصة ثاوزند أيلاند هي صلصة أمريكية تتكون بالأساس من مايونيز ويمكن أن يضاف إليها زيت الزيتون،ليمون حامض،عصير برتقال،بابريكا،صلصلة ورشستر،صلصة الخردل،خل،قشدة،صلصة الشيلي،كتشب أو صلصة توباسكو.

وكذلك من الممكن إضافة قطع من قثاء مخلل،بصل،فلفل حلو،بيض مسلوق،زيتون أخضر،بقدونس،فلفل إسباني،ثوم معمر،ثوم ومكسرات مطحونة مثل الجوز وكستناء.